# Camerún en los Juegos Olímpicos de Montreal 1976
Camerún estuvo representado en los Juegos Olímpicos de Montreal 1976 por un total de 4 deportistas que compitieron en ciclismo en pista.  
El equipo olímpico camerunés no obtuvo ninguna medalla en estos Juegos.